# Заповедный (Оренбургская область)
Запове́дный — поселок в Бузулукском районе Оренбургской области. Входит в состав Колтубанского поссовета.

## География
Находится на расстоянии примерно 24 километра по прямой на север-северо-запад от города Бузулук.

## История
Лесничество и посёлок были основаны в 1932 году.

## Население
| 2003 | 2010 |
| ---- | ---- |
| 89   | ↘57  |

Население составляло 79 человек в 2002 году (89% русские), 89 человек в 2003 году, 57 человек 2010 году.